# Daniel Wallace
Daniel "Dan" Wallace (Edimburgo, 14 de abril de 1993) é um nadador britânico, medalhista olímpico.

## Carreira

### Rio 2016
Wallace competiu na natação nos Jogos Olímpicos de Verão de 2016, conquistando a medalha de prata com o revezamento 4x200 metros livre.